# Hemictenius nikolajevi
Hemictenius nikolajevi är en skalbaggsart som beskrevs av Gusakov 2004. Hemictenius nikolajevi ingår i släktet Hemictenius och familjen Melolonthidae. Inga underarter finns listade i Catalogue of Life.